# NK Župa dubrovačka Čibača
NK Župa dubrovačka je nogometni klub iz Čibače, mjesta u općini Župa dubrovačka. U sezoni 2023./24. se natječe u 1. ŽNL Dubrovačko-neretvanske županije.

## Uspjesi
- 4. HNL – Jug C: 2011./12.
- 1. ŽNL Dubrovačko-neretvanska: 2016./17., 2023./24.